# 2015. novemberi szindzsári offenzíva
A 2015. novemberi szindzsári offenzíva a kurd Pesmergák, PKK és a Kurd Népvédelmi Egységek 2015. novemberi támadása volt, mellyel Szindzsár városát akarták visszafoglalni az ISIL-től.
A kurd mitológiában szereplő Melek Tausról elnevezett ‘Melek Taus Hadművelet’ fedőnevű offenzíva, a kurd erők fölényes győzelmével végződött, mikor az ISIL katonát Szindzsárból kiűzték, és visszafoglalták a 47. számú országutat, mely egészen addig az ISIL két fő állása, Rakka és Moszul között az egyik legfontosabb összekötő út volt.

## Előzmények
2014. augusztusban az ISIL offenzívát indított Észak-Irakban, és bevonult a kurdok lakta Ninive kormányzóságba, és többek között Szindzsárt is elfoglalta.
A szindzsári mészárlás néven ismertté vált eseményben 2000–5000 jeziditát öltek meg Szindzsárban és környékén, miközben a környéket 200 000 ember elhagyta. Közülük 5000 jezidita a közeli Szindzsári-hegyekbe menekült, ahol éheztek, és nagy mértékben kiszáradtak. Augusztus végére a kurd erők által megnyitott egyik korridoron keresztül ez az 50 000 ember el tudta hagyni a hegységet, ennek ellenére pár százan még ott maradtak.
Miközben az ISIL behatolt Szindzsárba valamint az északi átjárókon keresztül a Szindzsári-hegyekbe is, 2014. október 21-én a hegységtől északra is újabb területeket szereztek meg, így elvágták a kurd területekre vezető menekülési útvonalakat. A hegyekben a szent serfedin-sírokat őrző katonáknak is el kellett hagyniuk a területet. A jezida menekültek számát 2-7000 közé tették. Egy amerikai forrás a helyzetet a hegycsoport részleges ISIL-ostromának nevezte el.
Az első, hat napig tartó, 2014. decemberi offenzívában a Pesmergák Szindzsár városának, valamint az azt körülölelő hegyvidék egyes részeit, offenzívájukat pedig Tal Afarra is kiterjesztették.

## Az offenzíva

### Első nap
2015. október 12-én amerikai támogatással mintegy 7500 kurd katona kezdte meg offenzíváját, hogy visszaszerezzék Szindzsárt. A kurd források szerint Gabara falut elfoglalták, a Szindzsár és Szíria közötti autópályán pedig elvágták a kapcsolódási lehetőségeket. A Pesmergák egyik tisztviselője szerint amerikai és brit erők is részt vettek a támadásokban. Szintén e forrás szerint 16 öngyilkos ISIL-merényletet megakadályoztak. Később arról szóltak a hírek, hogy a kurdok elvágták a Szindzsárt Baidzsivel illetve Tal Afarral összekötő autópályákat, így lényegében bekerítették a városban maradt ISIL-egységeket. A Pesmergák egyik parancsnoka azt mondta, a harcok alatt nem ejtenek foglyul senkit. Az ISIL Szindzsár nyugati részén ellentámadást indított, míg a Pesmergák több száz tagja bevetésre készen várta, mikor indulhat harcolni. A gabonasiló, a cementgyár, a kórház és több más, a város északi részén lévő közintézmény védelmét kurd harcosok biztosították, az offenzíva megkezdése előtt az ISIL elhagyta a várost. A Pesmergák vezetője viszont attól tartott, hogy öngyilkos merénylők még maradtak a városban. A kurd hadsereg a város körül 150 km2-nyi területen garantálta, hogy ott az ISIL-nek ne legyen hadereje.
Aznap az USA legalább 30 alkalommal támadott a város környékére a levegőből, hogy így gyengítse az ISIL katonai ellenállását.

### Második nap: Szindzsár városának visszafoglalása
2015. november 13-án, a hadművelet második napján a kurd seregek – köztük a szíriai kurd Népvédelmi Egységek és a Népi Védelmi Erők – nyugatról behatoltak a város központjába. Ott csatlakoztak hozzájuk a keletről előre törő iraki kurd Pesmergák és az Aziz Waisi dandártábornok vezette Zeravani, és a Heydar Shesho irányításával érkező független jeziditák. Később páncélozott járművek konvoja, Humvee-k, SUV-ok, kisteherautók léptek be a városba. A levegőből amerikai A–10-esek biztosították a város bevételét.
A helyszínről tudósításokat küldő Carsten Stormer fotóriporter szerint ők semmilyen harcot nem tapasztaltak az Iszlám Állam részéről. „Nem volt ellenállás – úgy értem, tényleg semmi.” Azt is megerősítette, hogy a PKK-vezette seregek érkeztek meg először erre a környékre, hozzájuk később csatlakoztak a Pesmergák.

### Koalíciós légi támogatás
A hét folyamán a koalíciós erők mintegy 250 alkalommal hajtottak végre a területen légi támadást. Az amerikai repülőgépeken kívül részt vett még a Királyi Légierő akrotiri bázisáról felszálló Tornado GR4 és MQ–9 Reaper típusú repülői is, akik Szindzsár és Tal Afar környékén bombáztak. Az előkészítő küldetésben részt vett még a Kanadai Királyi Légierő CF–18 Hornet repülőgépe is. Az öt evakuálás során az Iraki Légierő helikoptereivel tudták megoldani a sérültek evakuálását.

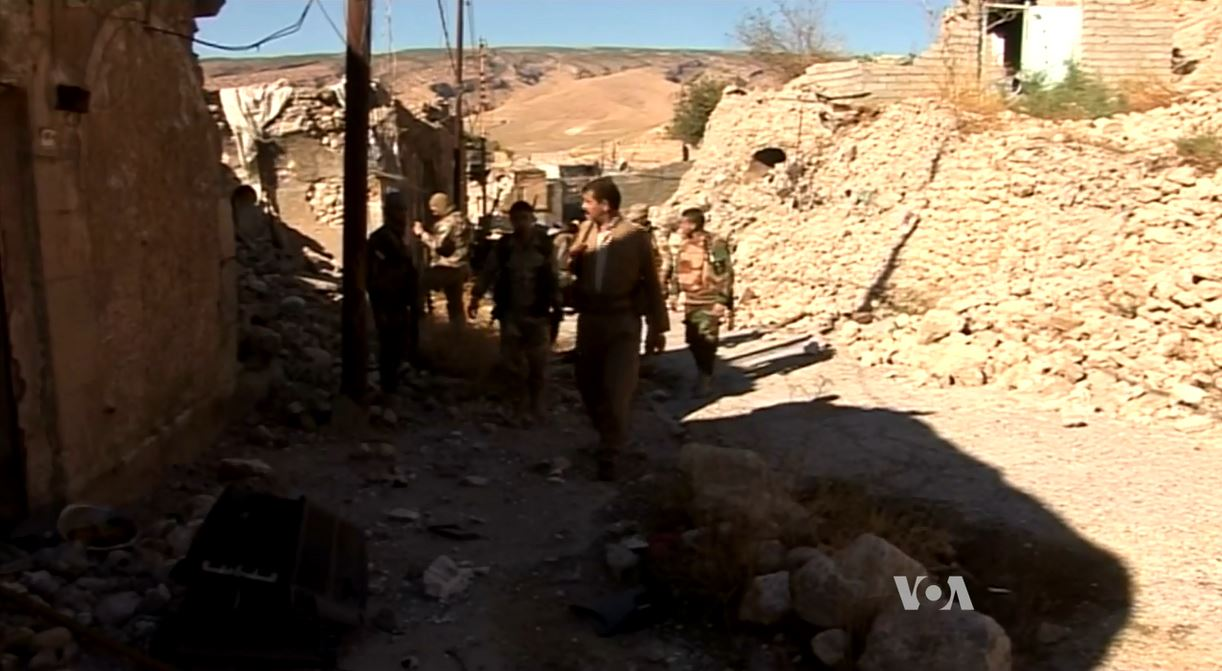
A kurd erők a Szindzsári-hegyekben lezajlott csatéra készülődtek.
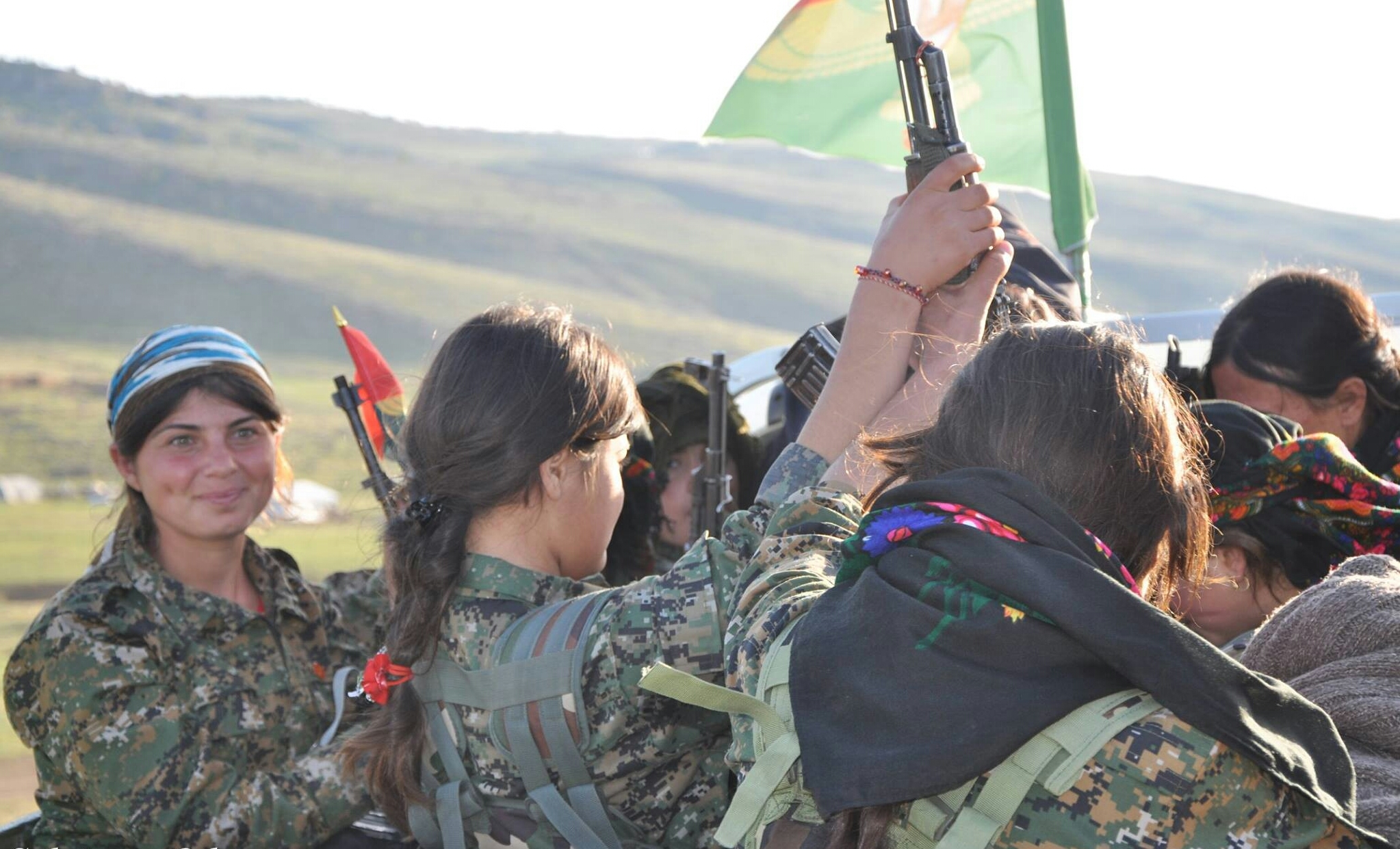
Az Êzidxan Női Egységek női jezidita harcosai bevetésre készülnek.

## Következmények

### Ellentmondásos hírek a sikerről
A Szindzsári Szövetség részeként jelenlévő PKK, YPG és jezidita harcosok ellenére – akikről még az iraki kurd Rûdaw televíziós tudósító is megörökített – mind az irki kurdok miniszterelnöke, Nechirvan Barzani, mind Massoud Barzani elnök csak a Pesmergák sikereként értékelték az itt aratott győzelmet. Haydar Shesho, a Szindzsári Védelmi Erők vezetője figyelmeztetett, most a „zászlók háborúja” lesz a következő, melynek első csatája az egypárti diktatúra eltörlése” lesz.

### A jezidita tömegsírok felfedezése
Szindzsár visszafoglalása után a várostól keletre kurd erők egy tömegsírt találtak, ahol 78 jezidita holtteste feküdt. Őket előbb valószínűleg az ISIL harcosai végezték ki. November 15-én a Shingal Műszaki Intézet egyik halastava helyén egy újabb tömegsírt találtak, ahol 50 jezidita férfi holtteste került elő.